# Cuthred van Wessex
Cuthred was koning van Wessex van 740 tot 756. Hij volgde zijn broer Aethelheard op.
Het grootste deel van zijn regering was Cuthred ondergeschikt aan koning Æthelbald van Mercia, maar in 752 kwam hij in opstand tegen hem en wist Æthelbald in de slag bij Beorhford (locatie onbekend) te verslaan, waarna Wessex tot aan zijn dood onafhankelijk was. Zijn opvolger was Sigeberht. Er zijn aanwijzingen dat Beorhford lag in de omgeving waar nu de plaats Burford ligt, aan de rivier Windrush, in het graafschap Oxfordshire. Alternatief: Bourton-on-the-Water, eveneens aan de rivier Windrush, echter in het graafschap Gloucestershire.
Cerdic · Cynric · Ceawlin · Ceol · Ceolwulf · Cynegils · Cwichelm · Cenwalh · Penda van Mercia/Cenberht (?) · Cenwalh · Seaxburg · Æscwine · Centwine · Cædwalla · Ine · Æthelheard · Cuthred · Sigeberht · Cynewulf · Beorhtric · Egbert · Æthelwulf · Æthelbald · Æthelberht · Æthelred · Alfred de Grote · Eduard de Oudere · Æthelstan